# 和田京子
和田 京子（わだ きょうこ、1995年5月27日 - ）は、日本の女性声優。元スペースクラフト・エンタテインメント所属。長野県出身。

## 経歴・人物
- A&Gアカデミー第15期生。『たまゆら 〜もあぐれっしぶ〜』で、初出演する。

## 出演
太字はメインキャラクター。

### テレビアニメ
2013年
- たまゆら〜もあぐれっしぶ〜（無名）

2014年
- 一週間フレンズ。（クラスメイト）

2016年
- 大家さんは思春期!（金本さくら）

### ゲーム
- ヴィーナスダンジョン（マーリン、ヘクトール）
- 青空アンダーガールズ!（2017年、水科和歌）
- 幻獣契約クリプトラクト（ヴァネイト）

### ラジオ
※はインターネット配信。
- 本気!アニラブ（2014年、超!A&G+※）
- らじぽっ!（2015年 - 2017年、超!A&G+※・AG-ON Premium※）[1]

### 舞台
- 突き進め！DREAM☆TOUR！ENTERTAINMENT！！（2016年）[2]

## ディスコグラフィ

### キャラクターソング
| 発売日  | 商品名     | 歌                   | 楽曲                                                             | 備考                                  |
| 2018年  | 2018年     | 2018年               | 2018年                                                           | 2018年                                |
| ------- | ---------- | -------------------- | ---------------------------------------------------------------- | ------------------------------------- |
| 8月29日 | STAR☆TING! | 青空アンダーガールズ | 「STAR☆TING!」 「オレンジ」                                      | ゲーム『青空アンダーガールズ!』関連曲 |
| 8月29日 | STAR☆TING! | Twinkle☆Star         | 「トキメキサマー」 「明日の行方」 「未来はすぐそこで待っている」 | ゲーム『青空アンダーガールズ!』関連曲 |

### ユニットメンバー
1. ↑  櫻花ひなた（高橋花林）、水科和歌（和田京子）、望月愛美（望田ひまり）、嘉陽千尋（陽向さおり）、野々宮琴音（内野明音）、黒瀬麗華（早瀬莉花）、今泉更菜（北野更）、相原希（相良茉優）、白拍子美雪（高橋美衣）、霧島理子（菅愛理）、佐久間茜（藤川茜）、椿瑠璃花（井上ほの花）、渡辺晴海（澤田美晴）、舞沢悠（西川舞）、六川麻里紗（飯坂紗幸）、乙葉くるみ（高柳知葉）、岩倉寧々（岩井映美里）、セリア・ウエスギ（杉町麻由子）、日比野彩（七瀬彩夏）、本条佳奈恵（本田かおり）、棗楓李（奥谷楓）
2. ↑  櫻花ひなた（高橋花林）、水科和歌（和田京子）、望月愛美（望田ひまり）、嘉陽千尋（陽向さおり）、野々宮琴音（内野明音）